# Saliha Sultan (esposa de Mustafá II)
Valide Saliha Sultan o Sâliha Sebkat-î Valide Sultan (en turco otomano: صالحہ والدہ سلطان‎, "virtuosa"; Serbia, 1680 - Estambul, 21 de septiembre de 1739) fue la primera consorte de origen serbio del Sultán Mustafá II del Imperio otomano, y Valide Sultan de su hijo, el Sultán Mahmud I en un periodo de nueve años. A pesar de que no es reconocida, Saliha Sultan tuvo una gran influencia en el reinado de su hijo y fue la dueña de mecenas de arquitectura.

## Primeros años de vida
Nació en el año 1680, en Serbia. Su nombre original fue Elisaveta. Fue capturada en una de las razias tártaras y fue vendida como esclava. Se convirtió en la primera concubina del Sultán Mustafá II, y dio a luz a su primer hijo, el Sehzade Mahmud (más tarde, Mahmud I) el 2 de agosto de 1696 en el Palacio de Edirne.

## Viudez
Después del Incidente de Edirne y de la deposición de Mustafá II en el 1703, ella fue enviada al Palacio Viejo, en Estambul, desde donde negoció y mantuvo alianzas con los miembros del palacio imperial y de la nobleza. Por otro lado, su hijo Mahmud fue enviado al Palacio de Topkapi con el resto de la corte.
Saliha fue la aliada más influyente y poderosa de su hijo, asegurando su posición gracias a su experiencia política y a la red de alianzas que construyó durante años. Ella y su hijo cooperaron estrechamente junto con el jefe eunuco Haci Besir Agha, el cual fue jefe del harén desde 1717, y tenía grandes aptitudes políticas y de supervivencia en la dinastía otomana.

## Como Valide Sultan

### Ascensión de su hijo Mahmud I
En 1730, su hijo, que contaba con 34 años, ascendió al trono como Mahmud I después del levantamiento encabezado por Patrona Halil, el cual lo ayudó a deponer a su tío, el Sultán Ahmed III. Como madre del nuevo Sultán, Saliha, fue la mejor posicionada para jugar un rol conciliador y consolidar el reinado de su hijo a través de las alianzas que había construido antes de su ascenso. Ella llenó el vacío dejado desde la muerte de su suegra y predecesora Gülnûş Sultan en 1715, y se hizo poderosa. Aunque se convirtió en Valide Sultan a la edad de 50 años, Saliha seguía manteniendo su belleza y fue mucho más hermosa que las consortes de su hijo, Mahmud. Saliha ejerció una gran influencia en palacio y fue mecenas del arte en la conocida Era de los Tulipanes.
Su hijo ordenó la construcción del pabellón "Ferahfeza" (Palacio del Placer) en su honor, en Beylerbeyi.

### Influencia política
En los inicios de su reinado, Mahmud cambió con frecuencia a sus visires intentando no seguir el ejemplo del Sultán Ahmed, que cometió el fallo de mantener a Nevsehirli Damat Ibrahim Pasha en activo durante mucho tiempo. Como resultado de esta nueva política hubo una ausencia de una gran personalidad contundente en el cargo.
Durante este período hubo quejas de la excesiva influencia ejercida por Saliha Sultan,y se dijo que Kabakulak Ibrahim Pasha, gran visir en 1731, tuvo que pagar una considerable suma a Saliha y Besir Agha para asegurar su posición. Este constante cambio de visires dejó la puerta abierta para las intrigas e, incluso con el apoyo de sus patrocinadores, no pudo mantenerse en su puesto durante mucho tiempo.

### Mecenas de la arquitectura
Saliha realizó una serie de obras de caridad para contribuir a la consolidación del reinado de su hijo y lograr la legitimidad de la dinastía otomana. Su patrocinio de las instalaciones de agua estuvo en línea con los de su suegra, Gülnus Sultan, y comprendió la reparación e implantación de la red de agua de Taksim y la construcción de fuentes frente a la Mezquita Sitti Hatun en Kocamustafapasa, cerca de la Mezquita Defterdar en Eyüp, entre los años 1735 y 1736.
Su mecenazgo también se centró en la reconstrucción de la Mezquita Árabe de Galata, y en el establecimiento de una fundación caritativa para dar suplemento a los salarios de los siervos de la mezquita y proveer por la lectura del Mevlid (el nacimiento de Mahoma) y partes del Corán.
Su patrocinio arquitectónico fue más allá de la capital del Imperio para abarcar la transformación de la Mezquita Haci Omer, en Çengelköy, en una mezquita congregacional que fue reparada y dotada de un minarete de ladrillo y un púlpito. Además encargó la reconstrucción de la Mezquita Alaca Minare, en Üsküdar, y restauró la mezquita congregacional en la fortaleza de Ereván.

## Fallecimiento
En 1739, Saliha contrajo una grave enfermedad desconocida y fue trasladada al Palacio de Tirnakçi, con la esperanza de que se recuperara allí. Sin embargo, falleció el 21 de septiembre de 1739. Fue enterrada en el mauseoleo de Turhan Sultan, en Estambul.

## Descendencia
Saliha tuvo un hijo con Mustafáː
- Sultan Mahmud I (Palacio de Edirne, Edirne, 2 de agosto de 1696 - Palacio de Topkapi, 13 de diciembre de 1754, enterrado en la tumba de Turhan Sultan, Estambul), casado siete veces y sin descendencia.

| Predecesor: Emetullah Rabia Gülnuş Sultan | Valide Sultan 2 de agosto de 1696-21 de septiembre de 1739 | Sucesor: Şehsuvar Sultan |